# Duinoelegier
Duinoelegier (tyska: Duineser Elegien), även utgiven som Duinoelegierna, är en diktcykel av Rainer Maria Rilke, tillkommen åren 1912-1922 och utgiven 1923. Boken består av tio elegier och kännetecknas av en tro på att människan kan nå en högre sanning av existens genom litteraturen. Boken har en framträdande plats i 1900-talets litteraturkanon och har citerats flitigt i populärkulturen. Den finns i tre svenska översättningar: Arnold Ljungdals från 1951, Erik Lindegrens från 1967 och Camilla Hammarströms från 2010.

## Tillkomst
Duinoelegier skrevs från 1912 till 1922. Rainer Maria Rilke började skriva verket i slottet Duino i Trieste, som gett det dess namn, och färdigställde det i Château de Muzot i Valais tio år senare. Dikterna bygger vidare på tankar från Rilkes tidigare verk. De har som syfte att mota den avhumanisering som riskerar uppstå till följd av nya rön och teknologier. Dikterna innehåller hänvisningar till andra verk av bland andra Gaspara Stampa och Pablo Picasso.

## Mottagande
Carl-Johan Malmberg recenserade Camilla Hammarströms översättning i Svenska Dagbladet 2010. Malmberg räknade boken som en av de fyra viktigaste långdikterna från 1900-talet, tillsammans med Det öde landet av T.S. Eliot, Cantos av Ezra Pound och En Mölna-elegi av Gunnar Ekelöf. Malmberg jämförde de tre översättningarna av Duinoelegier och menade att Arnold Ljungdals version, till skillnad från Erik Lindegrens, "flyter vackert och bevarar rytmen och musikaliteten hos originalet. Den ger det intryck en god översättning så ofta ger: att vara skriven på det språk den är översatt till." Malmberg skrev att Ljungdals version visserligen innehåller några allvarliga felöversättningar, men att han ändå föredrog den också framför Hammarströms. Malmberg skrev: "Det låter hårt att säga, Camilla Hammarströms nytolkning är både omsorgsfull och filologiskt korrekt. Och boken från det lilla förlaget Lejd är så vacker. Men Hammarström ignorerar helt och hållet Rilkes poetiska diktion, versmåttet hos elegierna."

### Fotnoter
1. 1 2 3  Malmberg, Carl-Johan (28 november 2010). ”En Rilke utan rytm och rörelse”. Svenska Dagbladet. http://www.svd.se/kultur/litteratur/en-rilke-utan-rytm-och-rorelse_5742613.svd. Läst 5 december 2012.
2. 1 2  Komar, Kathleen L. (2001). ”Rethinking Rilke's Duineser Elegien at the End of the Millennium”. i Metzger, Erika A.; Metzger, Michael M. (på engelska). A Companion to the Works of Rainer Maria Rilke. Rochester, New York: Camden House Publishing. sid. 189-190. ISBN 1-57113-052-7. http://books.google.se/books?id=8cFgVFVxwEoC&pg=PA189. Läst 6 december 2012
3. ↑  ”Duinoelegier (1951)”. Libris. Kungliga biblioteket. http://libris.kb.se/bib/1446303. Läst 5 december 2012.
4. ↑  ”Duinoelegierna (1967)”. Libris. Kungliga biblioteket. http://libris.kb.se/bib/478482. Läst 5 december 2012.
5. ↑  ”Duinoelegier (2010)”. Libris. Kungliga biblioteket. http://libris.kb.se/bib/11974496. Läst 5 december 2012.